# Monument als homosexuals perseguits pel nazisme

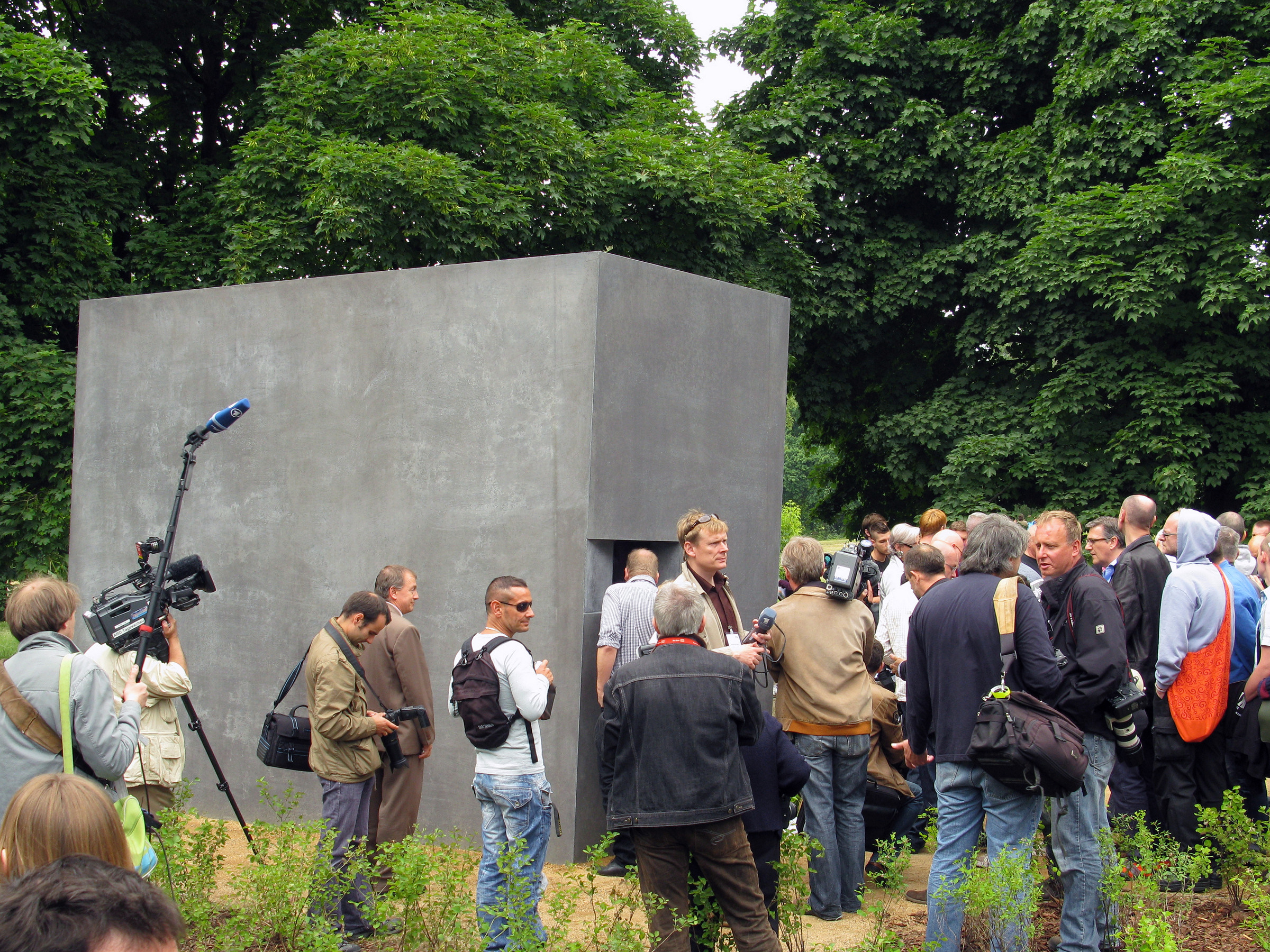
Inauguració del monument, 27 de maig de 2008

El Monument als homosexuals perseguits pel nazisme és un monument situat al parc Tiergarten de Berlín. Es va erigir pel Parlament d'Alemanya en record de les víctimes homosexuals de l'holocaust entre 1933 i 1945, i es va inaugurar el 27 de maig de 2008.

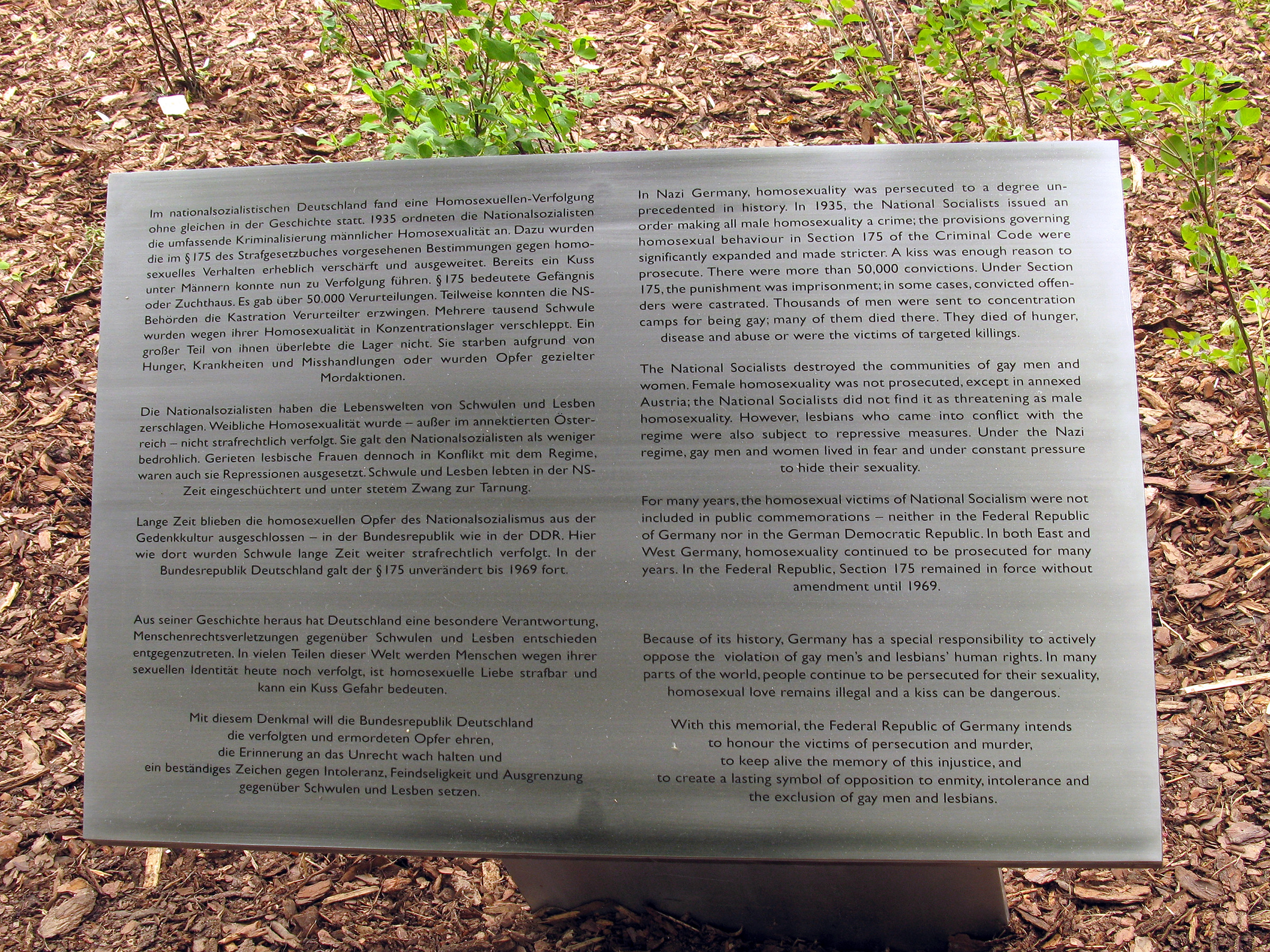
Cartell explicatiu al costat del monument

El monument de quatre metres d'alçada, dissenyat pels artistes Michael Elmgreen i Ingar Dragset, està format per una estructura de formigó en forma d'ortoedre i presenta una finestra que mostra una pel·lícula de dos homes besant-se.
L'obra va ser la tercera d'aquest tipus de monuments commemoratius a Alemanya després de l'Àngel de Frankfurt (1994) i el Kölner Rosa Winkel (Triangle rosa de Colònia) (1995). La col·locació del memorial de la capital alemanya va ser recolzada per tots els partits polítics del Bundestag, que van aprovar la seva col·locació en 2003 el 12 de desembre de 2003, quan el Bundestag alemany va prendre la decisió d'erigir un memorial per a homosexuals perseguits sota el nacionalsocialisme. El nou memorial va ser inaugurat el 27 de maig de 2008 per l'alcalde gai de Berlín, Klaus Wowereit i el ministre de Cultura d'Alemanya, Bernd Neumann, vol honorar els sis milions de víctimes de l'Holocaust. 55.000 homosexuals van ser considerats criminals pel règim nazi pel sol fet de la seva condició, i d'aquests, uns 15,000 van ser assassinats en camps de concentració nazis. Molt pocs que van sobreviure van rebre una indemnització dels governs alemanys de la postguerra per la persecució que van patir.
Al costat del monument hi ha un cartell amb una inscripció, en alemany i anglès, en la qual es pot llegir una breu història de la persecució soferta pels gais durant el nazisme, per mitjà de l'article 175 del codi penal alemany, i de com després de la caiguda del règim va seguir vigent aquest article que prohibia l'homosexualitat, durant més de dues dècades, fins que va ser reformat el 1969 i completament derogat el 1973.